# Berberis pinnata
Berberis pinnata är en berberisväxtart. Berberis pinnata ingår i släktet berberisar, och familjen berberisväxter.

## Underarter
Arten delas in i följande underarter:
- B. p. insularis
- B. p. pinnata

## Bildgalleri

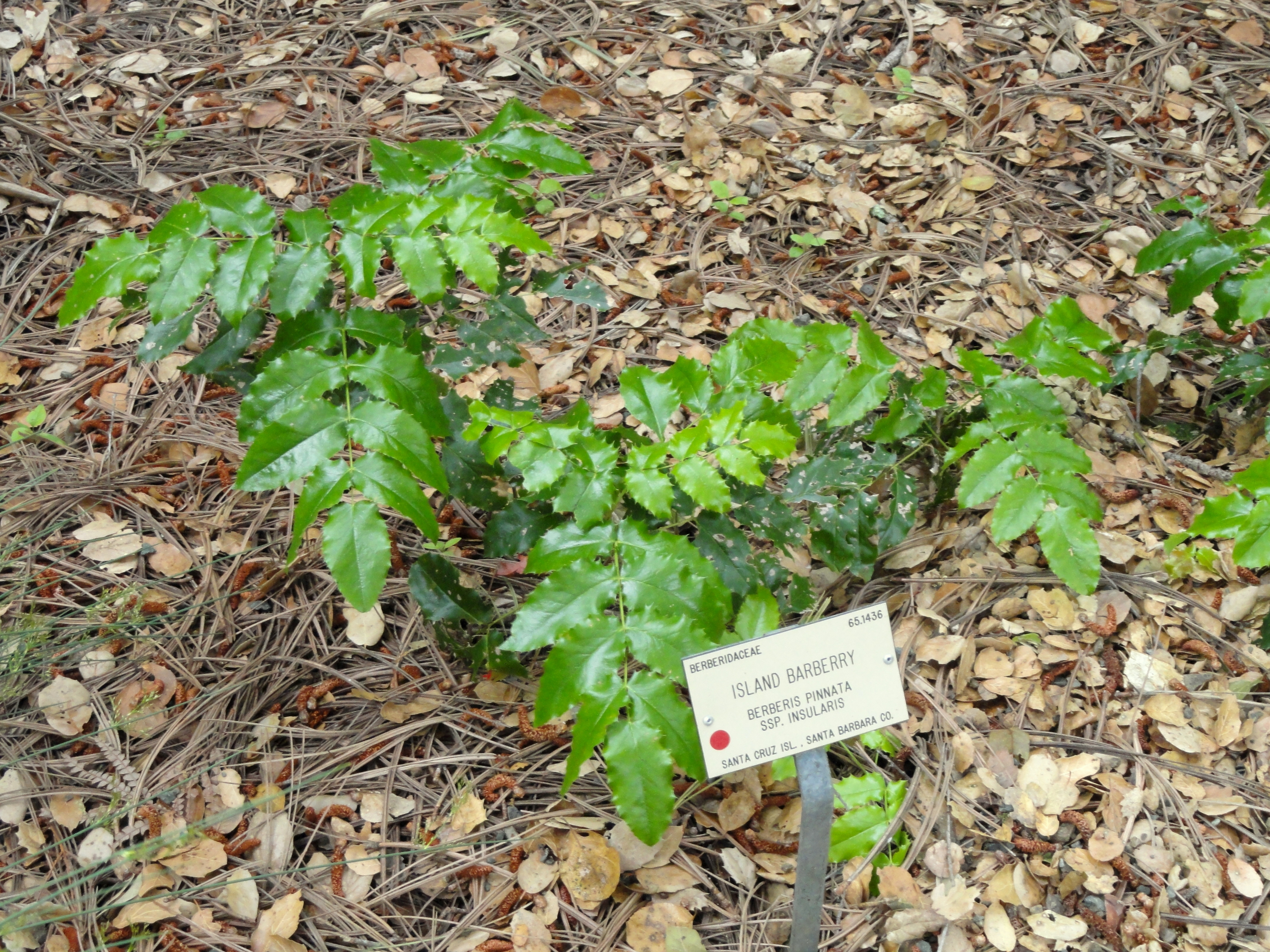
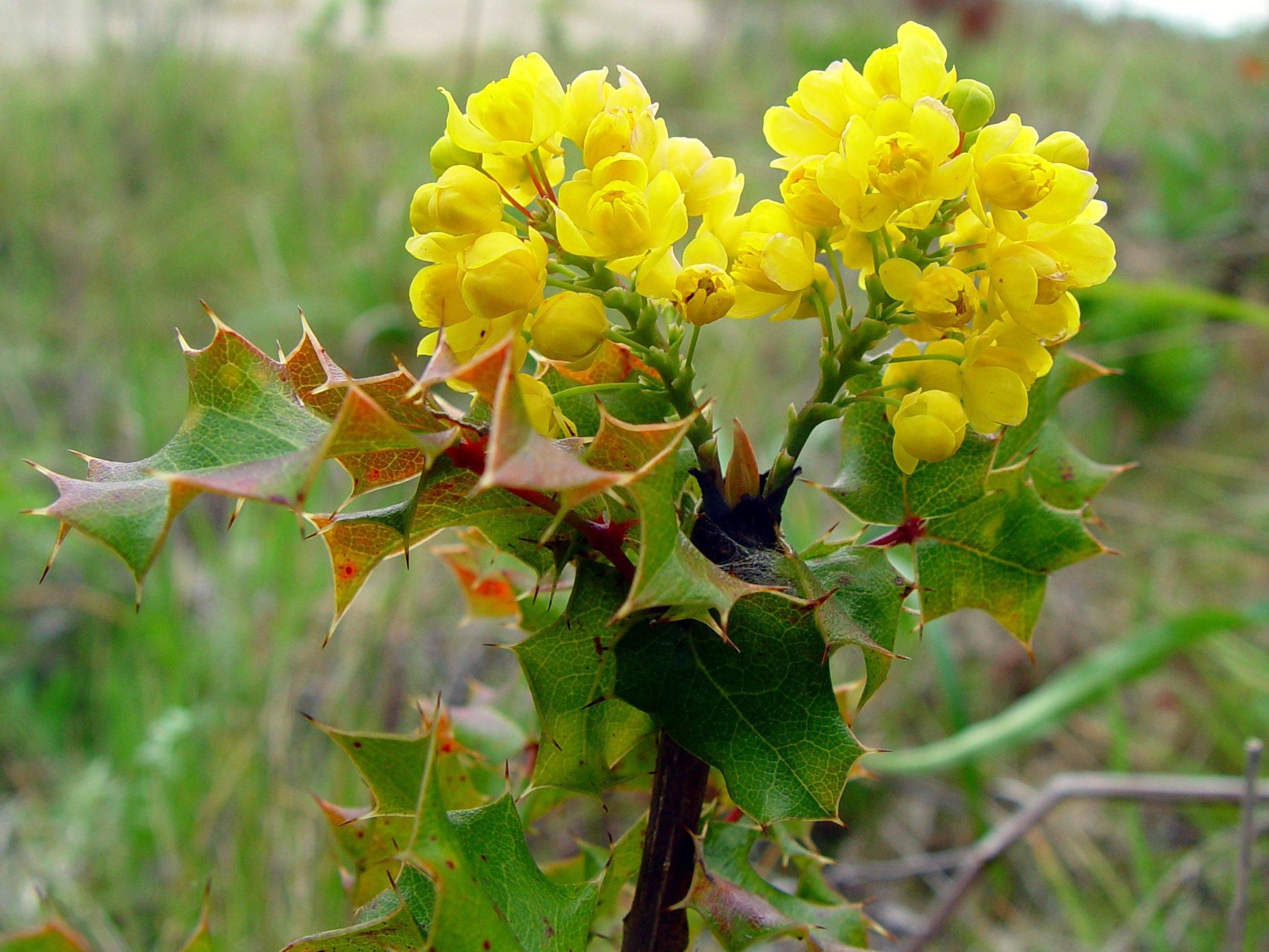